# U-357
U-357 — средняя немецкая подводная лодка типа VIIC времён Второй мировой войны.

## История
Заказ на постройку субмарины был отдан 26 октября 1939 года. Лодка была заложена 19 мая 1940 года на верфи «Фленсбургер Шиффсбау», Фленсбург, под строительным номером 476, спущена на воду 31 марта 1942 года. Лодка вошла в строй 18 июня 1942 года под командованием оберлейтенанта Адольфа Келльнера.

### Флотилии
- 18 июня — 30 ноября 1942 года — 8-я флотилия (учебная)
- 1 декабря — 26 декабря 1942 года — 6-я флотилия

### История службы
Лодка совершила один боевой поход, успехов не достигла. 15 декабря 1942 года U-357 ушла в свой первый поход, а уже 26 декабря она была потоплена в Северной Атлантике к северо-западу от Ирландии, в районе с координатами 57°10′ с. ш. 15°40′ з. д. глубинными бомбами с британских эсминцев HMS Hesperus и HMS Vanessa. 36 человек погибли, 6 членов экипажа спаслись.